# 張傑 (台灣歌手)
張傑（1982年6月12日—），男，台灣創作歌手、詞曲作家、音樂製作人，南拳媽媽二代成員。大學時期參加金韶獎比賽，獲得第一名後被發掘簽約，擔任阿爾發音樂製作部助理。因優秀的創作才華、吉他演奏能力和演唱實力，2005年以第二代南拳媽媽成員身份出道，擔任主唱和吉他手。2009年，心懷搖滾夢想隻身來到美國L.A.潛心進修半年吉他，於2010年推出單飛後第一張個人專輯《下一個章節》。2012年成立音樂公司「絕對音樂」，包辦新專輯全部事務。2013年推出第二張個人專輯《小丑/英雄》。此後工作重心轉戰幕後，以詞曲創作者、製作人和經紀人身份低調在樂壇打拼。退團後開始迷上健身，2019年，首次嘗試參加比賽，就在INBA自然健美比賽台灣健體分組新秀組中獲得亞軍，成為台灣第一位拿到INBA健美先生的藝人。同年，帶著大量幕後作品沉澱，回歸幕前，連續推出單曲馬拉松《缺陷美》、《神算》、《一首唱不紅的歌》、《大明星》和《殺了我》。2022年11月，親自操刀詞曲和製作人工作， 自南拳媽媽睽違15年後，再次推出全新單曲《我回來了》，宣告復出。2023年8月開始，與南拳媽媽二代成員梁心頤和詹宇豪舉辦「我回來了」巡迴演唱會，截至2024年10月，已舉辦34場巡演。2023年12月，宣布與台灣「健美魔王」許家豪共同發起「muscle star健美之星」自然健美比賽，並為其創作主題曲《fire in your eyes》，比賽已於2024年5月5日在台北成功舉辦。第二屆比賽將於2024年12月21日至22日在上海舉行。

## 音樂作品

### 個人
| 發行日期   | 專輯名稱       | 發行                         |
| ---------- | -------------- | ---------------------------- |
| 2010/01/22 | 《下一個章節》 | 阿爾發音樂及台灣索尼音樂娛樂 |
| 2012/09/05 | 《小丑/英雄》  | 阿爾發音樂及台灣索尼音樂娛樂 |

| 發行日期   | 單曲名稱           | 發行 | 備註 |
| ---------- | ------------------ | ---- | ---- |
| 2019/11/25 | 《缺陷美》         |      |      |
| 2019/12/29 | 《神算》           |      |      |
| 2020/01/30 | 《一首唱不紅的歌》 |      |      |
| 2020/02/28 | 《大明星》         |      |      |
| 2020/06/30 | 《殺了我》         |      |      |

### 南拳媽媽相關
| 發行年份 | 專輯名稱     | 發行                                   |
| -------- | ------------ | -------------------------------------- |
| 2005     | 《2號餐》    | 阿爾發音樂及台灣索尼音樂娛樂           |
| 2006     | 《調色盤》   | 阿爾發音樂及台灣索尼音樂娛樂           |
| 2007     | 《藏寶圖》   | 阿爾發音樂、亞律音樂及台灣索尼音樂娛樂 |
| 2008     | 《南搞小孩》 | 阿爾發音樂及台灣索尼音樂娛樂           |

| 發行日期   | 單曲名稱            | 發行     | 備註       |
| ---------- | ------------------- | -------- | ---------- |
| 2022/11/18 | 《我回來了》        | 絕對音樂 |            |
| 2023/08/08 | 《你的步頻》        | 秘密音樂 |            |
| 2024/10/21 | 《記得愛 (原創版)》 |          | 與阿沁合作 |

### 個人創作
除個人專輯（《下一個章節》&《小丑/英雄》）外創作作品 (最後更新: 2024.09.17)
| #  | 發行年月份 | 歌曲（創作部分）                               | 演唱歌手                    | 收錄專輯                                     |
| -- | ---------- | ---------------------------------------------- | --------------------------- | -------------------------------------------- |
| 1  | 2005年8月  | 《原來》（作曲及詞）                           | 南拳媽媽                    | 《2號餐》                                    |
| 2  | 2005年8月  | 《吃妳煮的魚》（作曲及詞）                     | 南拳媽媽                    | 《2號餐》                                    |
| 3  | 2006年5月  | 《槍與玫瑰》（作曲及詞）                       | 南拳媽媽                    | 《調色盤》                                   |
| 4  | 2006年5月  | 《時間若倒退》（作曲）                         | 南拳媽媽                    | 《調色盤》                                   |
| 5  | 2006年5月  | 《回你身邊》（作曲及詞）                       | 南拳媽媽                    | 《調色盤》                                   |
| 6  | 2006年5月  | 《離家不遠》（作曲）                           | 南拳媽媽                    | 《調色盤》                                   |
| 7  | 2006年6月  | 《沽清愛情》（作曲）                           | 2R                          | 《2R 新歌+精選》                             |
| 8  | 2006年11月 | 《吻我好嗎》（作曲）                           | 梁心頤                      | 《愛情經紀約電視原聲帶》                     |
| 9  | 2007年7月  | 《笑著流淚》（作曲）                           | 南拳媽媽                    | 《藏寶圖》                                   |
| 10 | 2007年7月  | 《Here We Go》（作曲及詞）                     | 南拳媽媽                    | 《藏寶圖》                                   |
| 11 | 2007年7月  | 《順時鐘》（作曲及詞）                         | 南拳媽媽                    | 《藏寶圖》                                   |
| 12 | 2008年7月  | 《下雨天》（作曲）                             | 南拳媽媽                    | 《南搞小孩》                                 |
| 13 | 2008年7月  | 《淚妝》（作曲）                               | 南拳媽媽                    | 《南搞小孩》                                 |
| 14 | 2010年12月 | 《胡椒與鹽》（作曲）                           | 梁心頤                      | 《Hello梁心頤》                              |
| 15 | 2010年12月 | 《小樹》（作曲）                               | 梁心頤                      | 《Hello梁心頤》                              |
| 16 | 2011年9月  | 《紙飛機》（作曲）                             | 鄔禎琳                      | 《琳俊傑》                                   |
| 17 | 2011年9月  | 《學不會》（作曲及詞）                         | 鄔禎琳                      | 《琳俊傑》                                   |
| 18 | 2012年5月  | 《不敢哭》（作曲）                             | 梁心頤                      | 《自由靈魂》                                 |
| 19 | 2012年9月  | 《碎片》（作曲）                               | 梁心頤                      | 《自由靈魂》                                 |
| 20 | 2014年1月  | 《我只想寫首開心的歌》（作曲及詞）             | 張傑                        | 《中國好歌曲第一季 第5期》                   |
| 21 | 2014年8月  | 《My Dears》（作曲及詞）                       | Dears                       | 《Dears同名寫真EP》                          |
| 22 | 2014年11月 | 《Don't Kiss Me》（作曲及詞）                  | Weather Girls               | 《威啊》                                     |
| 23 | 2014年11月 | 《Don't Cry》（作曲及詞）                      | Weather Girls               | 《威啊》                                     |
| 24 | 2014年12月 | 《滴答》（作曲）                               | 梁心頤                      | 《滴答》（single）                           |
| 25 | 2015年11月 | 《魔女》（吉他）                               | 亦帆                        | 《魔女》                                     |
| 26 | 2016年1月  | 《Say Yes》（作曲）                            | Dears                       | 《Say Yes》                                  |
| 27 | 2016年1月  | 《也許》（作曲及詞）                           | Dears                       | 《Say Yes》                                  |
| 28 | 2016年9月  | 《Hey》(作曲）                                 | 黃宥傑                      | 《傾聽者》                                   |
| 29 | 2017年1月  | 《陌生》（作曲及詞）                           | 簡廷芮                      | 《阿爾發 22 週年"光 LIGHT"新歌加經典》       |
| 30 | 2017年3月  | 《擅長等待》（作曲）                           | 張智成                      | 《18》                                       |
| 31 | 2017年4月  | 《喂！有沒有人在》（作曲）                     | 黃雅莉                      | 《說故事的人總掉眼淚》                       |
| 32 | 2017年5月  | 《好喜歡你》（作曲及詞）                       | 1931女子偶像組合            | 《好喜歡你》                                 |
| 33 | 2017年8月  | 《這一次不放手》（作曲及詞）                   | 1931女子偶像組合            | 《星火盛放》                                 |
| 34 | 2017年11月 | 《絲路我闖》（作曲）                           | 關曉彤、王祖藍              | 未發行專輯                                   |
| 35 | 2017年12月 | 《玩偶》（作曲）                               | A-TEAM                      | 《44釐米》                                   |
| 36 | 2018年4月  | 《那天》(網路劇半熟少年片尾曲)（作曲及詞）     | 安婕希                      | 《半熟少年網路劇原聲帶》                     |
| 37 | 2018年4月  | 《一點一點》（作曲及詞）                       | 吳欣欣、洪志賢              | 《一點一點》(single)                         |
| 38 | 2018年5月  | 《全世界只有你不懂》（作曲及詞）               | 簡廷芮                      | 《大衛女孩》                                 |
| 39 | 2019年3月  | 《真的真的好想你》（作曲及詞）                 | 新瑤                        | 《真的真的好想你》(EP)                       |
| 40 | 2019年9月  | 《最勇敢的事》（作曲及詞）                     | 龔言脩                      | 《最勇敢的事》(single)                       |
| 41 | 2019年11月 | 《缺陷美》（作曲及詞）                         | 張傑                        | 《缺陷美》(single)                           |
| 42 | 2019年12月 | 《我不是張智成》（作曲及詞）                   | 張智成                      | 《你是不是 張智成》                          |
| 43 | 2019年12月 | 《The End》（作曲及詞）                        | 張智成                      | 《你是不是 張智成》                          |
| 44 | 2019年12月 | 《神算》（作曲及詞）                           | 張傑                        | 《神算》（single）                           |
| 45 | 2020年1月  | 《一首唱不紅的歌》（作曲及詞）                 | 張傑                        | 《一首唱不紅的歌》（single）                 |
| 46 | 2020年2月  | 《大明星》（作曲及詞）                         | 張傑                        | 《大明星》（single）                         |
| 47 | 2020年6月  | 《殺了我》（作曲及詞）                         | 張傑                        | 《殺了我》（single）                         |
| 48 | 2020年9月  | 《Hello》（作曲及詞）                          | 龔言脩                      | 《Hello》（single）                          |
| 49 | 2021年7月  | 《來者何人》（作曲及詞）                       | 梁心頤                      | 《來者何人N!》                               |
| 50 | 2021年9月  | 《再也沒有你》（作曲及詞）                     | 梁心頤、陳勢安              | 《來者何人{}》                               |
| 51 | 2021年11月 | 《Turn Off The Light》（作曲及詞）             | ERIKA & WANMEI              | TURN OFF THE LIGHT(single）                  |
| 52 | 2021年12月 | 《遇見你》（作曲）                             | 姜雲譯、閻笑                | 《這個學長有點甜》                           |
| 53 | 2022年3月  | 《妳》（作詞及作曲）                           | 桃德李Todd Li               | 《妳》(single）                              |
| 54 | 2022年6月  | 《買爆它》（作曲及詞）                         | Mavis瑪菲司、陳零九、沈玉琳 | 《「Halo Mavis 瑪菲司」買爆它》(single）     |
| 55 | 2022年7月  | 《愛就打加一》(feat.張傑）（作曲及詞）         | Mavis瑪菲司、張傑           | 《「Halo Mavis 瑪菲司」愛就打加一》(single） |
| 56 | 2022年7月  | 《微光》（作曲及詞）                           | Mavis瑪菲司                 | 《「Halo Mavis 瑪菲司」微光》(single）       |
| 57 | 2022年8月  | 《找不到》（作曲及詞）                         | 張傑                        | 未發行專輯                                   |
| 58 | 2022年11月 | 《我回來了》（作曲及詞）                       | 南拳媽媽                    | 《我回來了》(single)                         |
| 59 | 2023年7月  | 《牛頓與蘋果》（作曲及詞）                     | 洪暐哲                      | 《牛頓與蘋果》(single)                       |
| 60 | 2023年9月  | 《抱緊處理》(《絕對佔領》VBL系列插曲）（作曲） | 朱宇青                      | 抱緊處理（single）                           |
| 61 | 2023年10月 | 《Shopping Queen》（作曲及詞）                 | Mavis瑪菲司                 | 《Shopping Queen》(single)                   |
| 62 | 2023年11月 | 《檳榔花》（作曲及詞）                         | Mavis瑪菲司                 | 《檳榔花》(single)                           |
| 63 | 2024年2月  | 《怪咖》（作曲及詞）                           | 洪暐哲                      | 《怪咖》(single)                             |
| 64 | 2024年5月  | 《Fire In Your Eyes》（作曲及詞）              | 王詩安                      | 《Fire In Your Eyes》(single)                |
| 65 | 2024年9月  | 《隨身攜帶你》（作曲及詞）                     | Mavis瑪菲司                 | 《隨身攜帶你》(single)                       |
| 66 | 2024年10月 | 《最勇敢的事》（作曲及詞）                     | 洪暐哲                      | 《最勇敢的事》(single)                       |

## 演出作品

### 電視劇
- 2005年 《惡作劇之吻》：飾阿傑

### 电影
- 2007年《不能說的·秘密》：飾唱片店員工
- 2008年《功夫灌籃》：(客串演出)
- 2013年《天台》：飾演錄音師

## 相關連結
- 張傑的Instagram帳戶
- 張傑的Facebook專頁
- YouTube上的張傑頻道
- AJ張傑的新浪微博
- 張傑在互联网电影资料库（IMDb）上的資料（英文）（英文）
- 張傑在香港影庫上的簡介
- 張傑在时光网上的簡介（简体中文）
- 張傑在豆瓣上的资料（简体中文）